# Грачёва, Елена Сергеевна
Елена Сергеевна Грачёва (урожд. Степанова) (род. 1975, Ярославль) — российская пловчиха в ластах, заслуженный мастер спорта России.

## Карьера
Воспитанница Ярославской ДОСААФ. Тренировалась у В. А. Алаева. В 1990 году выполнила норматив мастера спорта СССР. Является многократным победителем Первенства СССР и России, бронзовым призёром чемпионата СССР.
Многократный призёр чемпионатов мира. Победитель Всемирных игр в Японии.
Десятикратная чемпионка Европы.